# Bundesautobahn 7
La Bundesautobahn 7 (acrónimo: BAB 7) – abreviado: Autobahn 7 (abreviado: A 7) – transcurre desde la frontera con Dinamarca por Hamburgo, debajo del río Elba, cruzando la Autobahn 39, al sur de Hamburgo, el Brezal de Luneburgo, Hanover, y la Autobahn 2, siguiendo su camino en dirección de Kassel y luego Eisenach. Entre Hanover y Wurzburgo sigue paralelo a la línea de alta velocidad.  A continuación entra en la región montañosa del Rhön para conectar las ciudades de Baviera ; Wurzburgo, Ulm y Memmingen donde conecta con la Ruta europea E43. La autopista sigue camino por las montañas de la  Jura de Suabia en Baden-Wurtemberg antes de volver a pisar territorio Bávaro en la Algovia en la frontera con Austria y termina en la ciudad de Füssen.